# Buna (Teksas)
Buna – jednostka osadnicza w Stanach Zjednoczonych, w stanie Teksas, w hrabstwie Jasper.